# Reto Brändli
Reto Brändli (* 1991 am Zürichsee) ist ein Schweizer Koch.

## Werdegang
Nach der Kochausbildung im Hotel Waldhaus Sils in Sils-Maria bei Kurt Röösli folgte ein Praktikum im Restaurant de l’Hôtel de Ville in Crissier bei Benoît Violier (drei Michelin-Sterne). Brändli kochte im Hotel Villa Principe Leopoldo in Lugano bei Dario Ranza und dann 15 Monate im Restaurant Schloss Schauenstein in Fürstenau bei Andreas Caminada (drei Michelin-Sterne). Dann wechselte er zum Restaurant Ecco in Ascona und St. Moritz bei 2-Sterne-Koch Rolf Fliegauf (zwei Michelin-Sterne). 2017 wurde er Souschef im Restaurant Cà d’Oro im Grand Hotel des Bains Kempinski in St. Moritz (ein Michelin-Stern) bei Matthias Schmidberger.
Im Juni 2020 wurde er im Cà d’Oro Küchenchef, 2021 wurde das Restaurant mit zwei Michelin-Sternen ausgezeichnet.
Im Mai 2022 wurde er Küchenchef des Restaurants Lorenz Adlon Esszimmer im Hotel Adlon in Berlin, als Nachfolger von Hendrik Otto. Ab 2023 wurde das Restaurant unter seiner Leitung weiter mit zwei Michelin-Sternen ausgezeichnet.
Im April 2025 kehrte er als Küchenchef zurück zu den Ecco-Restaurants in St. Moritz und Ascona.

## Auszeichnungen
- 2021: zwei Michelin-Sterne für das Restaurant Cà d’Oro in St. Moritz[3]
- 2023: zwei Michelin-Sterne für das Restaurant Lorenz Adlon Esszimmer im Hotel Adlon in Berlin[7]